# Nièvre
Nièvre (wymowaⓘ, njɛːvʀ) – francuski departament położony w regionie Burgundia-Franche-Comté. Departament oznaczony jest liczbą 58. Departament został utworzony 4 marca 1790 roku.
Według danych na rok 2018 liczba zamieszkującej departament ludności wynosi 219 019 os. (32 os./km²); powierzchnia departamentu to 6817 km². Ośrodkiem administracyjnym (prefekturą) i największym miastem departamentu jest Nevers.
W 2023 roku w skład departamentu wchodziło 309 gmin (lista).

## Miejscowości
Największe miejscowości departamentu (w nawiasach liczba ludności w 2021 roku):

- Nevers (32 830)
- Cosne-Cours-sur-Loire (9437)
- Varennes-Vauzelles (9180)
- Decize (5152)
- La Charité-sur-Loire (4672)
- Fourchambault (4037)
- Coulanges-lès-Nevers (3693)
- Garchizy (3685)
- Marzy (3675)
- Clamecy (3593)
- La Machine (3220)
- Imphy (3183)
- Guérigny (2519)
- Pougues-les-Eaux (2374)
- Saint-Éloi (2218)
- Luzy (1988)
- Château-Chinon (Ville) (1931)
- Saint-Pierre-le-Moûtier (1832)
- Prémery (1830)
- Urzy (1742)
- Saint-Léger-des-Vignes (1734)
- Cercy-la-Tour (1685)
- Pouilly-sur-Loire (1607)
- Donzy (1558)
- Challuy (1517)
- Chaulgnes (1506)